# Sacco and Vanzetti (película de 2006)
Sacco and Vanzetti es una película documental de 2006 dirigida por Peter Miller. Producida por Peter Miller y la editora Amy Linton, la película presenta entrevistas con investigadores e historiadores de las vidas de Nicola Sacco y Bartolomeo Vanzetti, y su juicio. También presenta pruebas forenses que refutan las utilizadas por la acusación durante el juicio. Las cartas de prisión escritas por los acusados son leídas por actores de doblaje con Tony Shalhoub como Sacco y John Turturro como Vanzetti. Los entrevistados incluyen a Howard Zinn, Studs Terkel y Arlo Guthrie.
Sacco and Vanzetti ganó el Premio de Cine John E. O'Connor 2007, el premio anual a la mejor película histórica otorgado por la Asociación Histórica Estadounidense. Fue lanzada a nivel nacional en los cines en marzo de 2007 y más tarde en DVD.